# ماكسين د. براون
ماكسين د. براون (بالإنجليزية: Maxine D. Brown) هي عَالِمَة حاسوب أمريكية، ولدت في القرن العشرين.